# Набослеви
Набослеви (груз. ნაბოსლევი) — село в Грузии, на территории Ткибульского муниципалитета края (мхаре) Имеретия.

## География
Село находится в западной части Грузии, на левом берегу реки Цкалцителы, на расстоянии 23 километров к западу от города Ткибули, административного центра муниципалитета. Абсолютная высота — 262 метра над уровнем моря.

## Население
По результатам официальной переписи населения 2014 года, в Набослеви проживало 412 человек (206 мужчин и 206 женщин). В национальной структуре населения грузины составляли 99,8 %, русские — 0,2 %.
| Год  | Население, человек |
| ---- | ------------------ |
| 2002 | 586                |
| 2014 | ↘ 412              |